# Ембі Паливода
Амброзі «Ембі» Паливода (англ. Ambrozi «Amby» Paliwoda; 20 грудня 1909 — 9 червня 1999) — американський аніматор, дизайнер персонажів і художник-верстальник, найбільш відомий своєю співпрацею з Walt Disney Animation Studios. Він брав участь у багатьох класичних фільмах, зокрема «Білосніжка і семеро гномів» (1937), «Фантазія» (1940), «Попелюшка» (1950) та «Спляча красуня» (1959).

## Біографія

### Юні роки й освіта
Американець українського походження Паливода виріс у районі Тремонт у Клівленді, штат Огайо.
Паливода з відзнакою закінчив Клівлендський інститут мистецтв. Він надав картину «З минулого, сьогодення, з матеріального, духовного» до Джефферсонської філії Клівлендської публічної бібліотеки через мистецьку програму Works Progress Administration. Наступний рік він провів у турне Європою зі стипендією мистецтва.

### Співпраця з Disney Studios
1935 року Паливода переїхав до Лос-Анджелеса. Його першою роботою там було малювання ню на стелі ресторану. Він подав заявку на роботу в Disney у Голлівуді. Попри велику конкуренцію на роботу в Діснеї, його найняв Дон Грем, який викладав у Клівлендському інституті мистецтва, перевагою Паливоди був його досвід в образотворчому мистецтві. Студія почала роботу над Білосніжкою, яка потребувала більше реалізму, ніж попередні мультфільми, а отже, потрібні були мистецькі знання про тіло та рух. З 1935 по 1960 рік Паливода працював на студії Волта Діснея, спочатку асистентом аніматора, а потім аніматором. Його першою роботою в кіно була «Білосніжка і семеро гномів» (1937).

### Друга світова війна
Під час Другої світової війни Пливода служив в армії США . Після завершення базової підготовки у Форт-Діксі, штат Нью-Джерсі, він був направлений до групи винищувачів танків у Форт-Гуді, штат Техас, де розробив знамениту нашивку для винищувачів танків «Чорна Пантера». Через його мистецьку освіту його згодом перевели до Корпусу зв'язку, де призначили до підрозділу навчальних фільмів у Калвер-Сіті, Каліфорнія, де він мав допомагати створювати анімаційні сегменти навчальних фільмів армії США. Після підготовки у військах зв'язку він працював над армійськими навчальними фільмами. У вільний час грав у гру Джин Рамі з Фесом Паркером і Джеффом Йорком та в шахи з Мілтом Калом.

### Пізніша мультиплікаційна робота
Після відходу з Disney Паливода працював на інші студії, зокрема Hanna-Barbera, Format Films, Ed Graham Productions, Filmation, Bakshi-Krantz, Fred Calvert, Sanrio та Duck Soup Producktions. Він був головним аніматором у фільмі Білла Косбі «Товстий Альберт і діти Косбі». У Duck Soup Producktions він головним чином працював над анімаційною рекламою таких товарів, як джинси Levi Strauss та пластівці Froot Loops.

### Нагороди та відзнаки
За свою роботу в галузі анімації Паливода отримав Золоту нагороду Гільдії аніматорів у 1985 році.

### Пізніше життя і смерть
Наприкінці життя Паливода мешкав на Мангеттен-Біч, штат Каліфорнія і помер 9 червня 1999 року. У 2015 році вишов короткометражний фільм Ральфа Бакші «Останні дні Коні-Айленда», який був присвячений пам'яті Паливоди (та інших).

## Фільмографія

### Фільми
- Білосніжка і семеро гномів (1937) (аніматор, в титрах не вказаний)
- Стандартний парад (1939) (аніматор, в титрах не вказаний)
- Піноккіо (1940) (помічник аніматора, в титрах не вказаний)
- Фантазія (1940) (аніматор, в титрах не указан)
- Бембі (1942) (аніматор, немає в титрах)
- Elementary and Pylon Eights (1944) (аніматор, в титрах не вказаний)
- Історія менструації (1946) (аніматор, в титрах не указан)
- Спляча красуня (1959) (аніматор, в титрах не вказаний)
- Goliath II (1960) (короткометражний) (аніматор персонажів)
- 101 далматинець (1961) (мультиплікатор)
- Людина з Баттон Віллов (1965) (аніматор)
- Розстріл Дена МакГрю (1965) (аніматор)
- Самотній рейнджер (1966) (аніматор — 1966)
- Funny Is Funny (1966) (аніматор)
- Гей, гей, гей, це товстий Альберт (телефільм) (1969) (аніматор/художник-верстальник)
- Shinbone Alley (1970) (аніматор)
- Байки Езопа (телефільм) (1971) (супервайзер-аніматор)
- Подорож назад до країни Оз (1972) (супервайзер-аніматор)
- Heavy Traffic (1973) (аніматор, в титрах не указан)
- Острів скарбів (1973) (аніматор)
- Олівер Твіст (1974) (аніматор)
- Темношкірі (1974) (аніматор)
- Метаморфози (1978) (режисер серіалу)

### Телебачення
- Чарівний світ Діснея (1956—1957) (аніматор — 3 серії)
- Шоу Елвіна (1962) (аніматор — 1 епізод)
- Флінстоуни (1962) (аніматор — 2 серії)
- Courageous Cat and Minute Mouse (1961—1962) (21 епізод) (режисер)
- Sinbad Jr. and His Magic Belt (1965—1966) (3 епізоди) (режисер)
- Archie's Funhouse (1970) (аніматор)
- Archie's TV Funnies (1971) (супервайзер-аніматор)
- Товстий Альберт і діти Косбі (1972) (супервайзер-аніматор)
- Лінус Левове Серце (1964—1965) (аніматор — 3 серії)
- Подорож до центру Землі (1967) (аніматор — 17 серій)
- Аквамен (1967—1969) (аніматор — 18 серій)
- Will the Real Jerry Lewis Please Sit Down (1970) (аніматор — 1 епізод)
- Groovie Goolies (1970) (аніматор — 16 епізодів)
- The ABC Saturday Superstar Movie (1972) (керуючий аніматор — 1 епізод)
- The Brady Kids (1972—1973) (супервайзер-аніматор — 22 епізоди)
- Emergency +4 (1973) (аніматор — 11 серій)